# Јован Пејчић
Јован Пејчић (Бошњаце код Лесковца, 1951) српски је критичар, историчар књижевности, универзитетски професор, есејист и антологичар.

## Биографија
Основну школу завршио у Бошњацу (1958–1966), гимназију у Лесковцу (1966–1970), дипломирао на Групи за југословенску и општу књижевност Филолошког факултета у Београду (1970–1975), где је на Смеру за науку о књижевности завршио и последипломске студије (1976–1978); магистрирао радом „Критичка проза Антуна Бранка Шимића: теоријски аспекти“ (1990). 
Радио у Библиотеци града Београда (1979–1996) као уредник културних програма (Београдско читалиште, Манакова кућа, Конак кнегиње Љубице), шеф Одељења периодике (1987–1991), помоћник управника (1992), начелник Сектора посебних фондова (Одељење Београд /завичајно/, Одељење периодике, Одељење уметности: 1993–1996) и све то време био и руководилац издавачко-информативне службе; уредник едиције „Србија и јужнословенско питање“. Стекао звање библиотекара саветника.
На Филозофском факултету у Нишу 1996–2015. предавао Српску поезију, Српску критику и Српску драму двадесетог века. Био уредник Издавачког центра Филозофског факултета (2011–2015).
Сарађивао у десетинама књижевних и других публикација; био уредник у листовима и часописима: Студент (1973–1975), Знак (1973), Библиотекар (1981–1985), Књижевна критика (1984–1988), Relations (1986), Serbian Literary Quarterly (1987–1994), Писмо (1990–1991), Новине Београдског читалишта (1991), Српски књижевни гласник трећа серија (1992–1993), Српски југ (1995), Serbian Literary Magazine (1995–2004), Наше стварање (2001–2004), Нови Легат (2022–).
Сарадник Мале енциклопедије Просвета (1986; 290 одредница), Института за књижевност и уметност у Београду, Српске академије наука и уметности, Српског биографског речника (Нови Сад), Српске енциклопедије (Нови Сад – Београд).
Председник Задужбине „Николај Тимченко“ од оснивања 2005. године; уредник њених издања од 2006. године (године 2023. биће штампана 38. књига ове задужбине). 
Живи у Београду.

## Награде
- Награда „Младост“ (1970)
- Бранкова награда Матице српске (1977)
- Награда „Геца Кон“ (1997, за књигу Заснови Глигорија Возаровића)
- Награда Дрво живота београдских Заветина (2007, за књигу Милан Ракић на Косову – завет, песма, чин)
- Награда „Јован Скерлић“ (2011, за књигу Почеци и врхови. Српска књижевност и њена историографија)
- Изванредни Златни беочуг – за животно дело (2023)

## Дела
- Тајна и крст. Појмови / поимања 1. Огледи (Београд 1994)
- Облик и реч критике. Огледи и критике (Београд 1994)
- Заснови Глигорија Возаровића. Монографија (Београд 1995, друго издање 2009)
- Култура и памћење. Београд у историји и литератури. Огледи и чланци (Београд 1998)
- Простори књижевног духа. Студије (Ниш 1998)
- Знамења и знаци. Појмови / поимања 2. Огледи (Београд 2000)
- Профил и длан. Појмови / поимања 3. Огледи (Београд 2003, друго издање 2010)
- Књижевни свет – критичка свест. Облик и реч критике 2. Огледи и критике (Ниш 2004)
- Истина и облик живе речи. Ка поетици књижевног интервјуа (Краљево 2006)
- Милан Ракић на Косову – завет, песма, чин. Монографија (Београд 2006)
- Основ, оквири, праг. Облик и реч критике 3. Огледи и критике (Пожаревац 2008) Основ, оквири, праг
- Истина и облик живе речи. Књижевни разговори Бранимира Ћосића (Београд 2010)
- Ти, међутим. Књижевни Београд. Студија и кратке повести о установама, Тагоре у Београду (Београд 2010, друго издање 2016)
- Почеци и врхови. Српска књижевност и њена историографија. Расправе (Београд 2010)
- Поетика књижевног разговора. Монографија (Београд 2012)
- Завет и чин. Милан Ракић на Косову 1905–1912. Монографија (Београд 2013)
- Зрна, расад, жетва. Српска књижевна историографија / српска књижевна критика. Студије и огледи (Београд 2015)
- Тестамент без печата. Историографско-књижевне расправе (Бања Лука 2015)
- Критика као избор и разговор с Црњанским. Одабрани осврти /1974–2015/ (Београд 2016)
- Српски песник. Милан Ракић и Косово. Монографија (Андрићград 2016)
- Узајамности и раскрснице. Одабрани огледи (Београд 2018)
- Поезија и свето. Српско духовно песништво /први део/. Есејистички преглед (Београд 2019)
- Путеви српске науке о књижевности. Расправе (Београд 2020)
- Слова, слике, симболи. Српски песници друге половине XX века. Огледи (Ниш 2021)
- Узајамности и раскрснице. Темељи, појмови, значења. Одабрани огледи (Нови Сад 2022)
- Српски песник. Милан Ракић и Косово. Монографија – коначно издање (Нови Сад 2022).

## Антологије
- Време и Вечност. Саборник српских молитава (Бајина Башта 2000, друго и треће издање Београд / Србиње / Ваљево 2002, четврто издање Нови Сад 2003)
- Приону душа моја. Молитве Светога Саве / Молитве Светоме Сави XIII–XX века, саборник (Београд 2002, друго издање Нови Сад 2003, треће промењено издање Београд 2014)
- Најлепше молитве српскога језика (Београд 2002, друго издање Подгорица 2003)
- Чудо речи. Антологија српског похвалног беседништва (Нови Сад 2003)
- Нишки драмски писци (Ниш 2004)
- Антологија српских молитава /XIII–XX век/ (Београд 2005)
- Антологија српских похвала /XIII–XX век/ (Београд 2006)

## Приређивачко-критички рад
- Зоран Милић: Кроћење змија: изабране песме (Београд 1986)
- Књига о Светом Сави, хрестоматија (Београд 1996, заједно са С. Нешићем и Н. Ћосићем)
- Јован Скерлић: Историја нове српске књижевности (Београд 1997)
- Јустин Поповић: Зеница трагизма (Ниш 1998)
- Исидора Секулић: Изравнања (Београд 1999)
- Милан Ракић: Над заспалим Српством (Београд 2000)
- Јован Скерлић: Писци и књиге, I–III (Београд 2000)
- Јован Скерлић: Српске теме (Београд 2000, заједно са М. Витезовићем)
- Деветстодванаеста, зборник (Београд 2000)
- Срба Игњатовић: Варвари на Понту, изабране и нове песме (Београд 2000)
- Богдан Поповић: Начело интерпункције (Панчево 2001)
- Милан Ракић: Сабране песме (Београд 2001)
- Бранимир Ћосић: Десет писаца – десет разговора (Бор 2002, Београд 2010, коначно издање 2012)
- Милан Ракић: Песме: избор (Београд 2003)
- Раде Драинац: Песник и бунтовник: одабрани стихови (Ниш 2005)
- Николај Тимченко: Књижевност и догма: година 1952. у српској књижевности (Београд – Лесковац 2006)
- Љубиша Митровић: Поноћни ткач: изабране песме (Ниш 2009)
- Николај Тимченко: Меланхолија и херменеутика: мислилац и писац Никола Милошевић (Лесковац – Београд 2009)
- Исидора Секулић: Изравнања (проширено издање, Београд 2010, коначно издање 2017)
- Светови и снови, душа и дух певања: над поезијом Зорана Милића, одабрани критички радови (Београд 2010)
- Милан Ракић: Сабране песме (Београд 2016)
- Лаза Костић: Међу звездама (Београд 2017)
- Владислав Петковић Дис: То је онај живот (Београд 2017)
- Милутин Бојић: Развејане ватре (Београд 2017)
- Раде Драинац: Отисци звезда на рукама (Београд 2017)
- Љубомир Недић – књижевни критичар двадесетог века. Зборник (Бања Лука 2018)
- Никанор Грујић: Беседе (Бања Лука 2019)
- Душан Стошић: Облик и догма (Лесковац 2021)
- Милка Лучић: Писма имагинарном читаоцу (Београд 2021)
- Николај Тимченко: Времена и радње. Писци и дела – везе и односи (Лесковац 2023)